# Умберто Селвети
Умберто Селвети (шп. Humberto Selvetti; 22. јуни 1932 — 1992) био је аргентински дизач тегова у тешкој катергорији (тада +90 кг), троструки учесник Олимпијских игара, двоструки освајач олимпијских игара. Селвети је једини аргентински дизач тегова освајач олимпијских медаља за Аргентину до данас (2012). Био је висок 1,80 м, а тежак 139 кг.
За многе, чак и за познаваоце дизања тегова велико иненађење је било када се двадесетогодишњи Аргентинац Умберто Селвети појавио на Летњим олимпијским играма 1952. у Хелсинкију у тешкој категорији. Селвети је заузео треће место подигавши у три дисциплине (олимпијском триатлону) 432,5 кг оставивши иза себе двоструког европског првака Немца Хајнца Шатнера.
Четири године касније, на Олимпијским играма у Мелбурну, његов резултат је поново сензација, јер му је са подигнутих 500,0 кг недостајао само 1,5 кг да буде први и победи фаворизованог Пола Андерсона из Сједињених Америчких Држава. У својој каснијој каријери није никад успео да достигне тежину од 500,00 кг.
На олимпијским играма учествује поново 1964. у Токију без већег успеха, јер је подигао само 445,0 кг и заузео 17. место.
У својој дугогодишњој каријери медаље је освајао и на два Светска првенства 1953. у Стокхолму бронзу (450,00 кг) и 1957. у Техерану сребро (485,00 кг), као и два сребра на Панамеричким играма 1955. у Мексико Ситију (457,5 кг) и 1959. у Чикагу (475,0 кг).
Умберто Селвети, је био вишегодишњи првак Аргентине у тешкој категорији. Један приод 1952. био је светски рекордер.